# William Cavendish, I duca di Newcastle-upon-Tyne
William Cavendish, primo duca di Newcastle-upon-Tyne (Sheffield, 6 dicembre 1592 – Sheffield, 25 dicembre 1676), è stato un politico, poeta e generale inglese, che fu inoltre compositore, diplomatico e architetto.
Membro della famiglia Cavendish, era figlio di Sir Charles Cavendish e di sua moglie Catherine Ogle. La famiglia Cavendish era molto legata alla dinastia regnante Stuart, tantopiù quando William venne nominato cavaliere dell'Ordine del Bagno.
Prima fu membro della corte di Giacomo I Stuart per poi divenire amico di Carlo I Stuart e di sua moglie, la regina Enrichetta Maria. Fu in seguito nominato marchese di Newcastle-upon-Tyne e si occupò dell'educazione del principe di Galles Carlo. Durante la guerra civile inglese fu nominato generale delle forze realiste. Dopo la battaglia di Marston Moor, andò in esilio spontaneo e dopo la restaurazione di Carlo II fu nominato duca.

## Biografia

### La famiglia
William Cavendish era il primogenito dei figli sopravvissuti di sir Charles Cavendish e di sua moglie, Catherine Ogle. Era inoltre nipote di Bess di Hardwick e di William Cavendish. Aveva un fratello minore, Charles (1594–1654), a cui fu molto legato per tutta la sua vita.

### La carriera
Nel 1610 Cavendish venne creato cavaliere dell'Ordine del Bagno e sedette nella Camera dei Comuni per la costituente id East Retford nell'Addled Parliament del 1614. Alla morte di suo padre nel 1617, gli succedette nei beni di famiglia.
Il 3 novembre 1620 Cavendish venne creato visconte Mansfield e poi conte di Newcastle-upon-Tyne nel 1628. Nel 1629 ereditò da sua madre la baronia Ogle, assieme ad una rendita di 3000 sterline annue. Nel 1638 divenne tutore di Carlo, principe di Galles e nel 1639 venne compreso nel novero dei consiglieri privati del sovrano d'Inghilterra. Quando la Guerra dei vescovi (1639–1640) scoppiò, assistette Carlo I con un prestito di 10.000 sterline e un gruppo armato composto da 120 cavalieri. Venne nominato all'incarico di corte di Gentleman of the Robes nel 1641, ma venne implicato nell'Army Plot e venne di conseguenza costretto a ritirarsi per qualche tempo dalla corte.

### La guerra civile inglese

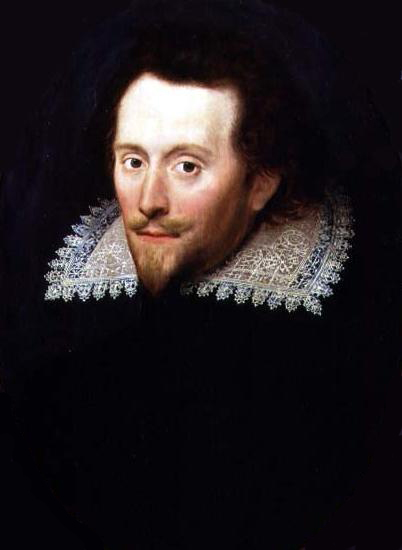
William Cavendish, conte di Newcastle, in un ritratto della prima metà del Seicento

Con il crescere delle tensioni sociali, sia Carlo I che il parlamento inglese cercarono di assicurarsi dei porti chiave e delle munizioni per un conflitto che sembrava ormai imminente tra le due fazioni. Il conte di Newcastle, postosi apertamente al servizio del sovrano, tentò senza successo di assediare Hull nel luglio del 1642, ma venne costretto a ritirarsi. Quando Carlo I dichiarò formalmente guerra nell'agosto di quell'anno, il conte di Newcastle ottenne il comando di quattro contee del nord, in gran parte per il servizio offerto alla causa dei realisti nel fornire loro uomini dietro pagamento. Nel novembre del 1642, avanzò nello Yorkshire, iniziò l'assedio di York e costrinse lord Fairfax a tiritarsi dopo averlo attaccato a Tadcaster.
La guerra continuò durante l'inverno e lo stesso conte di Newcastle fu impegnato nel trovare un punto sicuro ove far sbarcare il contingente organizzato dalla regina Enrichetta Maria (che si trovava nei Paesi Bassi), carico di munizioni ed armi. Egli ad ogni modo non disponeva di truppe sufficienti a mantenere stabilmente l'area prefissatasi e pertanto le forze parlamentari comandate da lord Fairfax e da suo figlio sir Thomas, riuscirono a conservare alcune posizioni chiave come Hull e Leeds. Alla fine di febbraio del 1643, un convoglio con a bordo Enrichetta Maria e numerose armi sbarcò a Bridlington e da lì venne poi scortato ad Oxford. Con la vittoria ottenuta da William Cavendish a Adwalton Moor, presso Leeds, nel giugno di quello stesso anno, venne creato marchese di Newcastle-upon-Tyne.
Nel 1643 la Solemn League and Covenant creò una commissione per i regni d'Inghilterra e Scozia, che per la prima volta coordinò la strategia delle forze parlamentari su tutto il territorio nazionale dell'epoca e anche in Irlanda. Nel febbraio del 1644, gli scozzesi sotto la guida del conte di Leven assediarono Newcastle, chiudendo così uno dei principali porti d'importazione e rifornimento per i realisti. Il marchese era di base nella vicina Durham.
Due settimane più tardi, il conte di Manchester sconfisse le forze dei realisti presso Selby. Il marchese di Newcastle dovette lasciare Durham come pure la guarnigione d'istanza a York, città che venne assediata dagli scozzesi guidati da sir Thomas Fairfax e dall'Army of the Eastern Association. Nel maggio di quell'anno il principe Rupert del Reno lasciò Shrewsbury e marciò verso nord; il 29 giugno, giunse a Knaresborough, a 30 chilometri da York, per trovarsi però di fronte a un numero di forze preponderanti. Malgrado l'opposizione del marchese di Newcastle, la più grande battaglia della guerra ebbe comunque luogo il 2 luglio, presso Marston Moor. Il risultato fu una decisiva sconfitta dei realisti, e la resa di York il 16 luglio.
Come comandante militare, lord Clarendon descrisse il marchese di Newcastle come "adatto a fare il generale come un vescovo". Ad ogni modo, Marston Moor venne combattuta contro il suo parere, dimostrando quindi un'intelligenza strategica tale da comprendere che la causa realista era ormai spacciata.

### Vita in esilio

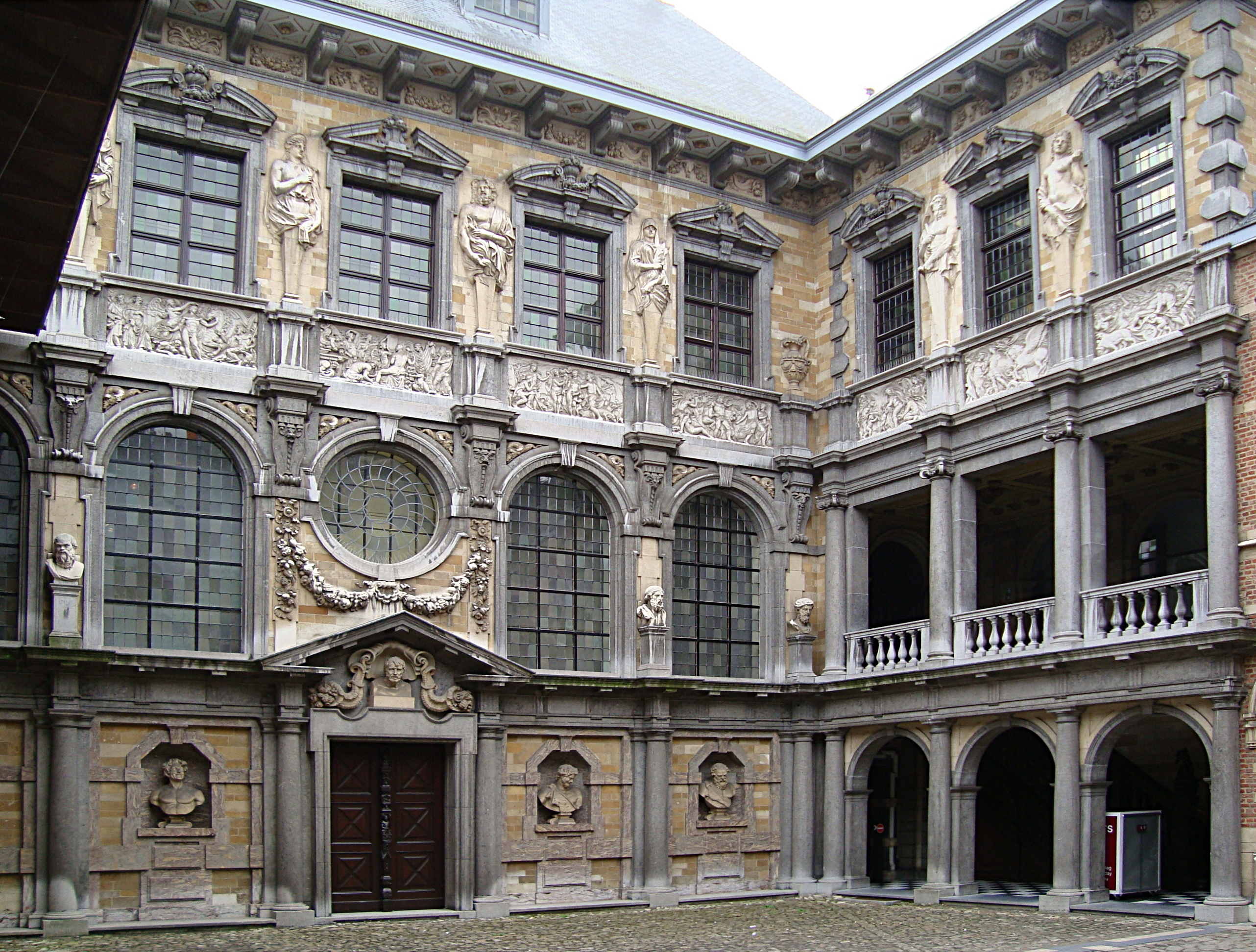
La Rubenshuis, già residenza del pittore Peter Paul Rubens, dove il marchese di Newcastle visse durante il suo esilio ad Anversa.

Dopo lo scontro di Marston Moor, il marchese di Newcastle lasciò l'Inghilterra alla volta di Amburgo, in Germania, accompagnato dai suoi due figli e dal fratello Charles; nell'aprile del 1645, la famiglia si spostò a Parigi, dove incontrò e sposò la sua seconda moglie, Margaret, dama d'onore della regina Enrichetta Maria. Il marchese di Newcastle, che pure non aveva mai avuto buoni rapporti col principe Rupert, colse l'occasione della sua presenza in Francia per screditarlo a più riprese, suggerendo alla regina di rimuoverlo dai suoi comandi. La novella moglie del marchese, del resto, venne creata dama d'onore della regina.
Nel 1648 Cavendish lasciò la Francia alla volta di Rotterdam con l'intento di unirsi in loco al principe di Galles al comando di una flotta ribelle, ma alla fine prese residenza ad Anversa dove rimase sino alla Restaurazione. Nell'aprile del 1650, venne nominato membro del consiglio privato di Carlo II d'Inghilterra (sovrano in esilio) e, in opposizione a Edward Hyde, cercò di mediare un accordo con gli scozzesi per ottenerne l'appoggio. Ad Anversa visse nella Rubenshuis (l'abitazione dove il pittore Peter Paul Rubens aveva vissuto dal 1610 sino alla propria morte nel 1640) e vi stabilì una famosa scuola di equitazione, sport quest'ultimo a cui egli si dedicò per tutta la sua vita con molta dedizione; in questo stesso periodo scrisse anche un trattato in francese dal titolo Méthode et invention nouvelle de dresser les chevaux, pubblicato nel 1658. Quest'opera ebbe una notevole diffusione in Francia, ispirando personaggi come François Robichon de La Guérinière ed il controverso François Baucher. Il marchese è anche accreditato come l'inventore delle redini sportive da corsa.

### La Restaurazione

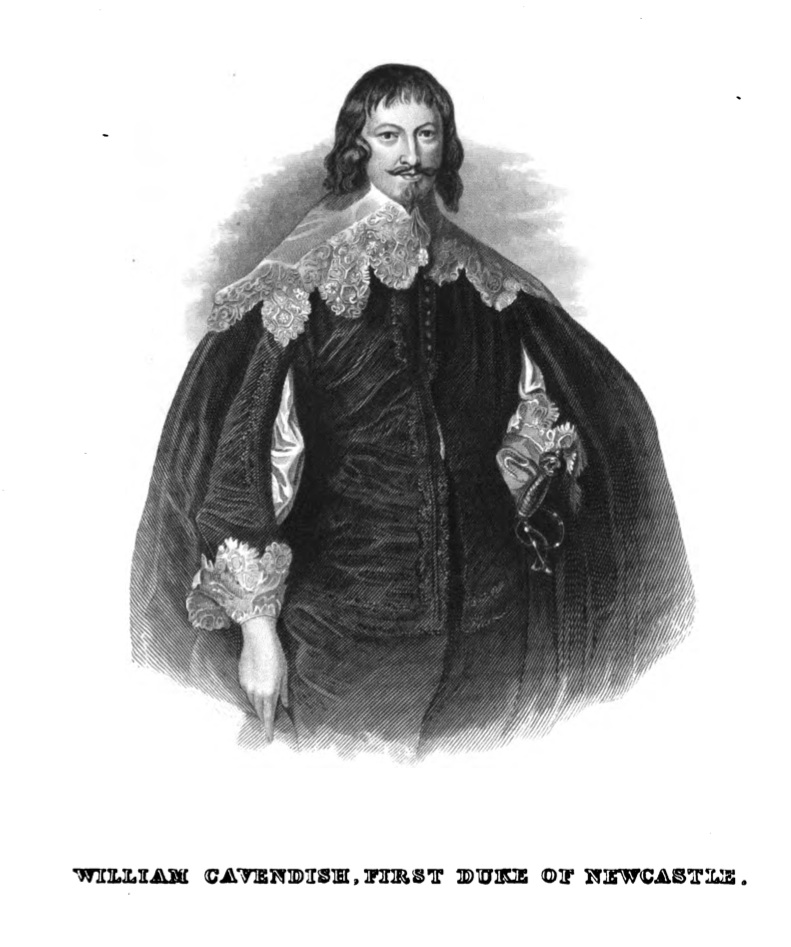
William Cavendish, I duca di Newcastle-upon-Tyne in una stampa ottocentesca

Con la Restaurazione inglese del 1660, il marchese di Newcastle fece ritorno in Inghilterra e riuscì ad ottenere parte dei possedimenti di suo padre, per quanto la sua fortuna fosse ormai gravata da molti debiti, con perdite che sua moglie stimò a causa della guerra nell'enorme somma di 941.303 sterline. Venne reinstallato negli incarichi ricoperti già a suo tempo durante il governo di Carlo I e venne nominato Gentleman of the Bedchamber. Nel 1661 venne compreso nel novero dei cavalieri dell'Ordine della Giarrettiera (già concessogli informalmente nel 1650) e venne elevato al ragno di duca di Newcastle-on-Tyne con decreto reale del 16 marzo 1665.
Ad ogni modo, decise di ritirarsi dalla vita pubblica e dalle occupazioni politiche e preferì dedicarsi all'allevamento di cavalli. Nei suoi ultimi anni di vita, soffrì di problematiche che oggi possiamo identificare con la malattia di Parkinson, e l'improvvisa morte della moglie fu un colpo da cui non si riprese più. Con l'aiuto di John Dryden, tradusse in inglese l'opera di Molière L'Etourdi col titolo inglese Sir Martin Mar-all (1688). Contribuì a mettere in scena a teatro alcune opere scritte dalla moglie.
Cavendish fu uno splendido mecenate della sua epoca, patrocinando tra gli altri Ben Jonson, James Shirley, William Davenant, Thomas Shadwell e Richard Flecknoe, oltre a Thomas Hobbes, Pierre Gassendi e René Descartes. Durante l sua permanenza ad Anversa, assunse al proprio servizio una cappella musicale di cinque elementi.
Dopo la sua morte, avvenuta il giorno di Natale del 1676 nella sua residenza, venne sepolto nell'abbazia di Westminster a Londra.

## Opere
- (FR)  La methode et inuention nouuelle de dresser les cheuaux par le tres-noble, haut, et tres-puissant prince Guillaume marquis et comte de Newcastle ..., 1658.
- A New Method and Extraordinary Invention to Dress Horses and Work them according to Nature... (1667)
  - (FR)  La methode et inuention nouuelle de dresser les cheuaux par le tres-noble, haut, et tres-puissant prince Guillaume marquis et comte de Newcastle ..., 1658.

Opere teatrali:
- The Country Captain o Captain Underwit (alle stampe nel 1649)
- The Varietie (alle stampe nel 1649)
- The Humorous Lovers (messo in scena nel 1667, alle stampe nel 1677)
- The Triumphant Widow (messo in scena nel 1674, alle stampe nel 1677)